# HC Saxana Group Plzeň
HC Saxana Group Plzeň (celým názvem: Hockey Club Saxana Group Plzeň) je český klub ledního hokeje, který sídlí v Plzni ve stejnojmenném kraji. Založen byl v roce 1999 pod názvem HC JAM Plzeň. Svůj současný název nese od roku 2014. Od sezóny 2017/18 působí v Plzeňské krajské soutěži – sk. A, páté české nejvyšší soutěži ledního hokeje. Klubové barvy jsou modrá a černá.
Své domácí zápasy odehrává na zimním stadionu Košutka s kapacitou 255 diváků.

## Historické názvy
Zdroj:
- 1999 – HC JAM Plzeň (Hockey Club JAM Plzeň)
- 2014 – HC Saxana Group Plzeň (Hockey Club Saxana Group Plzeň)

## Přehled ligové účasti
Stručný přehled
Zdroj:
- 2010–2017: Plzeňská krajská soutěž – sk. B (6. ligová úroveň v České republice)
- 2017– : Plzeňská krajská soutěž – sk. A (5. ligová úroveň v České republice)

Jednotlivé ročníky
Zdroj:
Legenda: ZČ - základní část, červené podbarvení - sestup, zelené podbarvení - postup, fialové podbarvení - reorganizace, změna skupiny či soutěže
| Česko (2010 – ) |                                 |           |          |                                       |          |
| Sezóny          | Soutěž                          | Úroveň    | ZČ       | Play-off, nadstavba, sk. o udržení... | Poznámky |
| 2010/11         | Plzeňská krajská soutěž – sk. B | 6. úroveň | 3. místo |                                       |          |
| 2011/12         | Plzeňská krajská soutěž – sk. B | 6. úroveň | 5. místo | Zápas o 3. místo (prohra)             |          |
| 2012/13         | Plzeňská krajská soutěž – sk. B | 6. úroveň | 6. místo | Čtvrtfinále                           |          |
| 2013/14         | Plzeňská krajská soutěž – sk. B | 6. úroveň | 9. místo |                                       |          |
| 2014/15         | Plzeňská krajská soutěž – sk. B | 6. úroveň | 8. místo | Čtvrtfinále                           |          |
| 2015/16         | Plzeňská krajská soutěž – sk. B | 6. úroveň | 6. místo | Předkolo                              |          |
| 2016/17         | Plzeňská krajská soutěž – sk. B | 6. úroveň | 2. místo |                                       | Postup   |
| 2017/18         | Plzeňská krajská soutěž – sk. A | 5. úroveň | 2. místo | Čtvrtfinále                           |          |
| 2018/19         | Plzeňská krajská soutěž – sk. A | 5. úroveň |          |                                       |          |